# مکا بینگو
مکا بینگو (انگلیسی: Mecca Bingo) شرکت سرگرمی بریتانیایی است، که در سال ۱۹۶۱ تأسیس شد.